# Julius (Disney)
Julius le chat est un personnage récurrent de la série Alice Comedies, la première série d'animation de Walt Disney. C'est un chat facétieux aux traits très proches de ceux de Félix le Chat, créé en 1919 par Otto Messmer pour le studio de Pat Sullivan.

## Historique
Il apparaît d'abord de manière anonyme dans le pilote de la série Alice's Wonderland (1923), c'est pour John Grant « un prototype ». Il sera baptisé Julius lors du troisième film de la série, Alice's Spooky Adventure (1924). C'est le premier personnage animé nommé inventé par Disney.
La principale raison d'être de Julius est que Charles Mintz souhaitait avoir le plus possible de gags visuels dans la série. Comme la jeune Alice, alors âgée de 7 ans, ne pouvait pas avoir un rôle comique, il lui fallait un partenaire, et le chat Julius apparu dans le premier film a obtenu le rôle.
Dans l'un de ses premiers rôles, dans Alice's Fishy Story (1924), la queue de Julius montre de nombreuses aptitudes, caractéristique récurrente de la série.
Dans le court métrage Alice the Peacemaker (août 1924), il est associé à une souris nommée Ike. La ressemblance avec les célèbres duos chat/souris à l'instar de « Krazy Kat (et Ignatz) » ou les plus tardifs « Tom et Jerry » et les « Itchy et Scratchy » n'est pas innocente.

## Filmographie
Le personnage de Julius apparaît dans 47 des 51 films de la série Alice Comedies. 
- 1923 : Alice's Wonderland (encore anonyme)

### 1924
- Alice's Spooky Adventure
- Alice's Fishy Story
- Alice the Peacemaker Nommé Mike
- Alice Hunting in Africa
- Alice and the Three Bears
- Alice the Piper

### 1925
- Alice Cans the Cannibals
- Alice the Toreador
- Alice Gets Stung
- Alice's Egg Plant nommé Julius
- Alice Loses Out
- Alice Wins the Derby
- Alice Picks the Champ
- Alice Chops the Suey
- Alice the Jail Bird
- Alice's Tin Pony
- Alice Plays Cupid
- Alice in the Jungle

### 1926
- Alice on the Farm
- Alice's Balloon Race
- Alice's Little Parade
- Alice's Mysterious Mystery
- Alice Charms the Fish
- Alice's Orphan
- Alice's Monkey Business
- Alice in the Wooly West
- Alice the Fire Fighter
- Alice Cuts the Ice
- Alice Helps the Romance
- Alice's Spanish Guitar
- Alice's Brown Derby
- Alice the Lumberjack

### 1927
- Alice the Golf Bug
- Alice Foils the Pirates
- Alice at the Carnival
- Alice at the Rodeo
- Alice the Collegiate
- Alice's Auto Race
- Alice's Circus Daze
- Alice's Knaughty Knight
- Alice's Three Bad Eggs
- Alice's Channel Swim
- Alice in the Klondike
- Alice's Medicine Show
- Alice the Whaler
- Alice the Beach Nut

## Analyse du personnage
Pour John Grant, le personnage est surtout à considérer dans un contexte historique, celui des débuts de Walt Disney dans l'animation à Hollywood.